# Ingestió
La ingestió consisteix a introduir un aliment, una substància líquida, un medicament o altres substàncies en l'aparell digestiu a través de la boca. La ingestió és el procés mitjançant el qual es realitzen funcions com l'alimentació o la hidratació.
S'ha d'anar amb compte alhora d'ingerir, ja que es pot introduir quelcom nociu o substàncies tòxiques i això ens pot provocar malestar.

## Tipus d'ingestió
La macròfaga es produeix en els animals que realitzen de forma activa la selecció i la captura de l'aliment. És típica de depredadors i carronyers. Per a portar a terme aquest tipus d'alimentació es necessita algun tipus d'estructura especial, com pot ser l'existència de diferents tipus de dents o de bec, posseir verí, urpes, arpes, musculatura potent, adaptació a la carrera, etc.
La micròfaga és practicada pels animals que no seleccionen l'aliment, com són aquells que es nodreixen de líquids, animals filtradors. Per a aquest tipus d'alimentació també es necessiten estructures adequades, com peces bucals especials per a la succió o xarxes filtradores. Animals herbívors de gran grandària posseeixen poderoses dents que aixafen l'abundant quantitat de massa vegetal. Poden tenir, fins i tot, modificacions en el seu aparell digestiu per a aprofitar millor aquest tipus d'aliment.